# QuikSCAT
QuikSCAT (Abkürzung von Quick Scatterometer) ist ein Erdbeobachtungssatellit der NASA, dessen Aufgabe es war, für die NOAA Informationen über die Windgeschwindigkeit und -richtung über den Ozeanen zu sammeln. Die Mission wurde kurzfristig ins Leben gerufen, da das NSCAT-Instrument an Bord des japanischen ADEOS-I-Satelliten auf Grund eines Energieausfalls seit Juni 1997 keine Daten mehr übertrug. QuikSCAT wurde am 20. Juni 1999 mit einer Titan II von der Vandenberg Air Force Base in eine sonnensynchrone Erdumlaufbahn gebracht.
QuikSCAT war Teil des Earth Observing Systems, einem längerfristigen Forschungsprogramm der NASA.
Obwohl für eine zweijährige Lebensdauer ausgelegt, funktionierte QuikSCAT über zehn Jahre lang, bis am 23. November 2009 der Mechanismus zur Rotation der Scatterometer-Antenne ausfiel. Dadurch reduzierte sich die Schwadbreite auf 30 km, so dass keine großflächigen Messungen mehr möglich waren. Trotzdem blieb QuikSCAT noch im Einsatz und diente als Standard zur Kalibrierung von neuen Satelliten. Am 2. Oktober 2018 wurde der Satellit endgültig abgeschaltet.